# Les Aventures galantes de Zorro
Pour plus de détails, voir Fiche technique et Distribution.
Les Aventures galantes de Zorro est un film franco-belge réalisé par Gilbert Roussel en 1972.

## Synopsis
Au milieu du XIXe siècle, dans une province du Mexique, un gouverneur tyrannique fait régner la terreur parmi les paysans. Un mystérieux inconnu, habillé de noir, vient à les défendre. Dix ans auparavant un autre Zorro s'était levé contre l'oppresseur et il avait été emprisonné. Le nouveau Zorro, infatigable séducteur, multiplie les conquêtes.

## Fiche technique
- Titre original : Les Aventures galantes de Zorro[1]
- Autres titres francophones : Zorro dans ses aventures galantes, Les Aventures pornographiques de Zorro, La Vie sexuelle de Zorro
- Titre anglais ou international : Red Hot Zorro
- Autre titre anglais ou international : Zorro's Amorous Campaign
- Titre italien : Le Galanti Avventure di Zorro
- Titre allemand : Zorro – Spiel mir das Lied der Wollust
- Réalisation : Gilbert Roussel, sous le nom de William Russel
- Scénario : Henri Bral de Boitselier, Pierre Quérut
- Musique : Gilbert Gardet
- Directeur de la photographie : Johan Vincent
- Son : Édouard Servapi
- Montage : Denise de Spigeler
- Production : Marius Lesoeur, Pierre Quérut
- Société(s) de production : Eurociné, Brux International Pictures
- Pays d’origine :  France,  Belgique
- Langue originale : français
- Format : couleur — son Mono
- Genre : comédie érotique, aventures, western
- Durée : 85 minutes
- Dates de sortie : France : 22 novembre 1972
- Visa : 40254
- Mention : Interdiction aux mineurs - 16 ans[2]

## Distribution
- Jean-Michel Dhermay : le nouveau Zorro
- Guy Stockwell : le premier Zorro
- Evelyne Scott : Angelica
- Alice Arno : Maria 2
- Mikaela Wood : Maria 1
- Roger Darton : le capitaine Pedro
- Fatou : la lingère
- Johnny Wessler : le faux Zorro
- Antoine Fontaine
- Rose Kiekens
- Christine Chantrel
- Ghislaine Kay
- Evelyne Galou
- Martine Van Linden
- Marie-Thérèse Lecomble
- Hélène Machefel
- Madeleine Revardy

## Autour du film
Il s'agit d'un remontage du film Les Trois Épées de Zorro (Ricardo Blasco, 1963) auquel ont été ajoutées 40 minutes de film réalisées par Gilbert Roussel.